# Castelo dos Mouros
Das Castelo dos Mouros ist die Ruine einer Burganlage, die sich im Wald oberhalb der portugiesischen Stadt Sintra befindet. Es ist Teil der Kulturlandschaft Sintra, einem Welterbe der UNESCO.
Wie durch den Namen ausgedrückt, wurde die Burg im 8. oder 9. Jahrhundert von den Mauren erbaut. 1147 eroberte der portugiesische König Alfons I. (um 1109–1185) die Burg und ließ eine christliche Kapelle errichten. Die Portugiesen nutzten die Anlage kaum, und die Burg verfiel in den folgenden Jahrhunderten.
Während der Epochen der Romantik und des Historismus fand um 1860 eine umfassende Renovierung der übriggebliebenen Mauern statt. Von der ursprünglichen Anlage ist heute nur noch wenig erhalten.